# ارباب حلقه‌ها: پیروزی
ارباب حلقه‌ها: پیروزی (به انگلیسی: The Lord of the Rings Conquest) یا به اختصار LOTR: Conquest، یک بازی ویدئویی به سبک اکشن از مجموعه ارباب حلقه‌ها است که توسط استودیو پاندمیک توسعه یافته و در سال ۲۰۰۹ به‌وسیلهٔ شرکت الکترونیک آرتس برای پلی‌استیشن ۳، مایکروسافت ویندوز، اکس‌باکس ۳۶۰ و نینتندو دی‌اس منتشر شده‌است.

## انواع مراحل

### مراحل اصلی
در این بازی برای اولین بار می‌توان با نیروهای شر نیز به مبارزه پرداخت. تعداد مراحل گروه خیر ۸ عدد و برای نیروهای شر ۷ عدد است. برای باز کردن مراحل نیروهای شر ابتدا باید مراحل نیروهای خیر را کاملاً تمام کرد. در مراحل نیروهای خوب، بازی تقریباً بر پایهٔ داستان اصلی قرار گرفته‌است به غیر از بعضی موارد که شامل: بازیکن ابتدا در Helm's Deep به جنگ می‌پردازد و سپس در آیزنگارد و بعد به مرحله معادن موریا می‌رود.
در مراحل نیروهای شر، بازی از جایی آغاز می‌شود که بازیکن باید با یک نازگول به سراغ فرودو برود و حلقه را از او بگیرد، سپس زمان را به عقب برگشته و تمامی قهرمانان سائورون را زنده می‌کند و ... 

### مراحل فرعی
در این بازی به غیر از مراحل اصلی بسته به نقشه انتخابی، ۴ مأموریت مختلف وجود دارد.
- Team Death-Match: در این نوع مرحله که ساده‌ترین نوع بازی است تعدادی سرباز (قابل تنظیم از ۳۰ تا۱۰۰) با هم به مبارزه می‌پردازند و تیمی که زودتر حریف را نابود کند برنده است. در این نوع بعد از کسب امتیاز مورد نظر یک قهرمان به بازیکن اعطا خواهد شد که در صورت مرگ، قابل تمدید نخواهد بود.
- Hero Team Death-Match: در نوع دوم، همهٔ قوانین مانند نوع اول است به غیر از این که دیگر سربازی در اختیار نیست و هر تیم با ۵ قهرمان به مبارزه حریف می‌رود.
- Capture The Ring: در این نوع مراحل، مأموریت دو گروه این است که تعدادی حلقه را (قابل تنظیم از ۱ تا ۱۰) به پایگاه حریف ببرد و آنجا رها کند. در هر بازه زمانی یک حلقه وجود دارد. تیمی که سریع‌تر حلقه‌ها را به پایگاه حریف منتقل کند برنده است. در این نوع بازی نیز در صورت امتیاز لازم، قهرمانی به بازیکن داده خواهد شد.
- Conquest: در این مراحل که کمی متفاوت تر از مراحل قبلی است، هدف تسخیر پایگاه‌های دشمن می‌باشد و در ازای تسخیر هر پایگاه، امتیازی به بازیکن داده خواهد شد. تیمی که زودتر به امتیاز مقبول برسد، برنده است. در این مأموریت‌ها نیز بعد از کسب امتیاز مورد نظر یک قهرمان به بازیکن اعطا خواهد شد. نقشه این مراحل متفاوت تر از نقشه آنان در سه نوع دیگر است و معمولاً بزرگتر و راهرو مانند است.

درجه سختی: درجه سختی بازی به سه درجه آسان، قهرمانانه، و افسانه‌ای تقسیم می‌شود. دو درجه اول از ابتدا در دسترس هستند اما درجه افسانه‌ای در صورت اتمام بازی با نیروهای شر در دسترس قرار خواهد گرفت.

## انواع سربازان
- جنگجو[ج]: هم از حملات قوی و هم از دفاع قوی برخوردار است. سرعت کمی دارد و دارای دو سلاح شمشیر و تبر است. تنها صورت استفاده تبر در این نیرو پرت کردن آن است. دارای تعداد محدود نیست و هر چند ثانیه یکبار تمدید می‌شود.
- کماندار[چ]: از دفاع قوی برخوردار نیست ولی سرعت و قدرت حمله مناسبی دارد. از کمان می‌تواند به سه صورت سمی یا آتشین استفاده کند. همچنین می‌تواند سه تیر را با هم رها کند که هر سه این حالات نیازمند امتیاز کافی است.
- جاسوس[ح]: دفاع مناسبی ندارد ولی دارای سرعت و قدرت حمله خوبی است. در صورت داشتن امتیاز لازم، می‌تواند به اصطلاح غیب شود و هنگامی که به پشت سرباز حریف رود می‌تواند او را ترور کند. به همین دلیل، جهت نابود کردن قهرمانان مناسب است. سلاح دوم او یک بمب است که مانند تبر کلاس جنگجو محدود نیست و هر چند ثانیه یکبار تمدید می‌شود.
- جادوگر[خ]: دارای نیروی رعد می‌باشد. این کلاس در نیروهای خیر قوی‌تر از نیروی شر است. سه قدرت پشتیبان این سرباز، سالم کردن سریع خود و سربازان‌های اطرافش، ایجاد حلقه‌ای از آتش (که در نیروهای خیر آبی رنگ است)که باعث می‌شود جان افراد درون آن کم شود و آخرین نیرو اینکه می‌تواند سپری به دور خود ایجاد کند و خود را از تیرها حفظ کند.
- سربازان غول پیکر: سربازانی هستند به شکل شخصیت غیرقابل‌بازی که بازیکنان به آن‌ها دسترسی ندارند و در محیط بازی به آن‌ها خواهند رسید و در صورت انتخاب آنان سرباز فعلی خود را از دست خواهند داد. این سربازان به سه گروه اِنت‌ها[د]، ترول‌ها‌[ذ] و اولیفانت‌ها[ر] تقسیم می‌شوند. جهت کشتن آن‌ها به وسیله تروریست باید از فعالیت‌های خاصی پیروی نمود. نابود کردن آن‌ها به وسیله سربازان عادی و حتی قهرمانان سخت و طاقت فرسا است.

## قهرمان
- قهرمان[ز]: سربازان خاصی هستند که در طول بازی به شما داده شده و از قدرت‌هایی به شدت بهتر از همپایان خود برخوردارند. در مراحل hero team death-match پنج قهرمان در اختیار دارید ولی در مراحل عادی بعد از کسب امتیازی معین به شما یک قهرمان داده خواهد شد. هر مرحله یک قهرمان دارد.
  - جنگجو: آراگورن، لرد الروند، ویچ کینگ، سائورون، فارامیر، ایسیلدر، نازگول
  - کماندار: لگولاس، لورتز
  - جادوگر: گاندالف، سارومان
  - جاسوس: فرودو، ورمتانگ، پرنسس روهان

گیملی و دهان سائورون (Mouth Of Sauron)، قهرمانانی هستند که در تقسیم بندی بالا قرار نمی‌گیرند زیرا خصوصیات آن‌ها بین دو یا چند گروه مشترک است. سائورون نیز تنها در دو مرحله آخر نیروهای شر در دسترس است ولی تمام خصوصیات جنگجو را دارد. بالراگ نیز تنها قهرمان غول پیکر بازی است که تقریباً هیچ یک از خصوصیات سربازان را ندارد.

## بازتاب‌ها
| گردآورنده  | امتیاز                       |
| ---------- | ---------------------------- |
| گیم‌رنکینگز | 56.11% (based on 41 reviews) |
| متاکریتیک  | 55% (based on 57 reviews)    |

| ناشر                   | امتیاز                                                                                        |
| ---------------------- | --------------------------------------------------------------------------------------------- |
| سی‌وی‌جی                 | 4/10                                                                                          |
| یوروگیمر               | 5/10                                                                                          |
| گیم اینفورمر           | 4.75/10                                                                                       |
| گیم‌اسپات               | 6.5/10                                                                                        |
| گیمز ریدار+            | 2/10                                                                                          |
| آی‌جی‌ان                 | Xbox 360/PlayStation 3 (US): 7.0/10 Xbox 360/PlayStation 3 (UK): 6.0/10 PC: 7.0/10 DS: 6.7/10 |
| اواکس‌ام (ایالات متحده) | 4/10                                                                                          |
| پی‌سی گیمر (بریتانیا)   | 61%                                                                                           |

## پوند به بیرون
- The Lord of the Rings: Conquest Official Site